# 71: Into the Fire
71: Into the Fire (del coreano: 포화 속으로) es una película dramática y bélica de Corea del Sur filmada en 2010 y dirigida por Lee Jae-han. La película conmemora aquellos que lucharon durante la guerra de Corea, para dar a conocer la existencia y la importancia de los estudiantes-soldados durante ese período.
Una carta de uno de los 71 estudiantes fue encontrada más tarde y fue lo que inspiró esta película.
La película fue hecha como conmemoración de sus sacrificios y fue lanzada durante el 60.º aniversario de la guerra de Corea.

## Sinopsis
Es una historia basada en hechos reales de 71 estudiantes surcoreanos mal entrenados y poco armados que lucharon contra cientos de soldados de Corea del Norte frente a la escuela secundaria para niñas de Pohang durante la guerra de Corea.
Fueron matados en su mayoría el 11 de agosto de 1950 durante la batalla de Pohang. Durante 11 horas defendieron la escuela secundaria de niñas en Pohang, la cual era un punto estratégico para la protección del río Nakdong de un ataque de abrumador del Ejército Popular de Corea, especialmente las fuerzas de la Unidad 766.
48 de los jóvenes murieron, mientras que fueron 60 por parte de los norcoreanos. La película fue inspirada en las palabras del protagonista Oh Jang-beom, interpretado por Choi Seung-hyun, más conocido como T.O.P del grupo de pop Big Bang.

## Reparto
El elenco estuvo compuesto de la siguiente forma:
- T.O.P como Oh Jung Bum.
- Cha Seung-won como Park Mu Rang.
- Kwon Sang-woo como Ku Kap Jo.
- Kim Seung-woo como Kang Suk Dae.
- Kim Hye Sung como el soldado estudiante Yong Man.
- Koo Sung Hwan (구성환) como el soldado estudiante Nam Shik.
- Shin Hyun Tak como el soldado estudiante Dal Young.
- Moon Jae Won como el soldado estudiante Yong Bae.
- Kim Dong Bum como el soldado estudiante Jae Sun.
- Kim Yoon Sung (김윤성) como el soldado estudiante Poong Chun.
- Tak Teu In (탁트인) como el soldado estudiante Wang Pyo.
- Yoon Seung Hoon (윤승훈) como el soldado estudiante Chang Woo (Comandante 1).
- Kim Ho Won como el soldado estudiante Byung Tae (Comandante 2).
- Kim Han Joon (김한준) como el soldado estudiante Kwang Il.
- Jo Joon Hwee (조중휘) como el soldado estudiante Bang Hoon.
- Park Tae Joo (박태주) como el soldado estudiante Won Chaek.
- Jo Won Hee (조원희) como Sa Dan Jang.
- Ra Kyung Duk (라경덕) como Ri Ahn Nam.
- Hwang Joon Young (황준영) como Kim Joon Sup.
- Kim Tae Hwan (김태환) como el adjunto Park Moo Rang.
- Park Jin-hee como Hwa Ran.
- Kim Sung Ryung como la madre de Jung Bum.
- David McInnis como el sargento Jones.
- Yeom Hye-ran como una enfermera.

## Producción y lanzamiento
El primer título del trabajo de la película fue de 71, Into the Gunfire. La filmación comenzó el 1 de diciembre de 2009, con la ayuda del Ministerio de la Defensa Nacional, y terminó el 13 de abril de 2010.
La película se estrenó en los cines de Corea del Sur el 16 de junio de 2010. Fue lanzado el DVD y Blu-ray por Cine Asia el 14 de marzo de 2011.

## Recepción
Durante su estancia en cines, la película atrajo 3 358 960 admisiones en taquilla, lo que la hizo la quinta película más taquillera de 2010.

### Premios
- Icheon Chunsa Film Festival 2010: Premio del jurado (71: Into The Fire)
- Grand Bell Awards 2010: Premio de popularidad de ola coreana (Choi Seung-hyun)
- Blue Dragon Film Awards 2010: Mejor actor nuevo, Actor más popular (Choi Seung-hyun)
- Paeksang Arts Awards 2011: Mejor actor nuevo, Actor más popular (Choi Seung-hyun)